# 2364 Seillier
2364 Seillier este un asteroid din centura principală, descoperit pe 14 aprilie 1978 de Henri Debehogne.